# Mario Lemieux
(Gary Bettman nel 2006)
Mario Lemieux (pron. /maʁjo ləmjø/; Montréal, 5 ottobre 1965) è un ex hockeista su ghiaccio e dirigente sportivo canadese di ruolo centro, co-proprietario dei Pittsburgh Penguins.
È ampiamente riconosciuto come uno dei giocatori migliori di tutti i tempi. Ha disputato 17 stagioni nel ruolo di centro per i Pittsburgh Penguins, franchigia della NHL, fra il 1984 ed il 2006. Nonostante la stazza imponente Lemieux si caratterizzò per le sue doti da pattinatore, superando spesso i difensori avversari con finte e colpi di abilità. Dopo aver salvato i Penguins dalla bancarotta nel 1999 Lemieux ne diventò il proprietario principale ed il presidente del consiglio di amministrazione; è inoltre co-proprietario della formazione affiliata ai Penguins in American Hockey League, i Wilkes-Barre/Scranton Penguins. È l'unica persona ad aver vinto la Stanley Cup sia da giocatore che da proprietario.
Da giocatore Lemieux condusse Pittsburgh alla conquista di due Stanley Cup consecutive nel 1991 e nel 1992, mentre da dirigente la vinse nel 2009; con la nazionale del Canada conquistò invece una medaglia d'oro alle Olimpiadi del 2002, la World Cup of Hockey del 2004 ed una Canada Cup nel 1987. Vinse per tre volte l'Hart Trophy come MVP della NHL durante la stagione regolare, sei Art Ross Trophy come capocannoniere della lega e due Conn Smythe Trophy come MVP dei playoff. Al momento del suo ritiro Lemieux era il settimo giocatore di tutti i tempi per punti realizzati, con 690 reti e 1.033 assist forniti. Nella storia della NHL si posiziona al secondo posto per numero di reti a partita con 0.754, dietro soltanto al giocatore degli Islanders Mike Bossy (0.762). Nel 2004 fu inserito nella Canada's Walk of Fame.
A causa dei continui problemi fisici che contrassegnarono la sua carriera poté disputare solo 915 partite di stagione regolare su un totale disponibile di 1428. Fra i suoi infortuni vi furono ernia del disco, linfoma di Hodgkin, tendinite cronica del muscolo flessore e mal di schiena così gravi da costringere altre persone al ritiro dall'attività agonistica. A causa dei problemi di salute fu costretto per due volte al ritiro, saltando un'intera stagione prima ancora del suo primo ritiro: nel 1997 lasciò l'hockey per sconfiggere il linfoma, mentre nel 2006 si ritirò definitivamente a causa di una fibrillazione atriale. Nonostante le lunghe assenze il suo rendimento rimase elevato anche dopo i rientri dagli infortuni; riuscì infatti a vincere l'Hart Trophy nella stagione 1995–96 dopo aver saltato completamente la stagione precedente, mentre fu finalista per lo stesso trofeo dopo il suo rientro nel 2000. Lemieux fu inserito nella Hockey Hall of Fame subito dopo il suo primo ritiro nel 1997, saltando il normale tempo di attesa di tre anni; con il suo ritorno nel 2000 diventò il terzo membro della Hall of Fame dopo Gordie Howe e Guy Lafleur a ritornare in attività.

## Biografia
Minore di tre figli, Mario nacque il 5 ottobre 1965 a Montréal da Jean-Guy, impiegato nel settore edilizio, e Pierrette Lemieux, casalinga a tempo pieno. Nello stesso giorno nacque sempre nella provincia del Quebec Patrick Roy, altra futura stella della NHL. Insieme ai fratelli maggiori Alain e Richard crebbe nel distretto di Ville-Émard. Mario iniziò ad avvicinarsi all'hockey su ghiaccio all'età di 3 anni nel suo scantinato; prima di usare un vero equipaggiamento i fratelli Lemieux utilizzavano posate di legno come bastoni e tappi di bottiglia come palei. Il padre creò una pista sul prato di casa per permettere ai figli di allenarsi il più possibile, mentre secondo una leggenda familiare erano soliti portare della neve sul tappeto del soggiorno per fare pratica anche quando fuori si faceva buio.
Fuori dal ghiaccio Lemieux era solito fumare mezzo pacchetto di sigarette al giorno, smettendo tuttavia dopo aver sconfitto il linfoma di Hodgkin.
Mario Lemieux sposò Nathalie Asselin il 26 giugno 1993. Dall'unione sono nati quattro figli: Lauren nell'aprile 1993, Stephanie nel 1995, Austin Nicholas nel 1996 e Alexa nel 1997.
Lemieux aprì le porte della sua casa a giovani stelle dei Penguins come Marc-André Fleury e Sidney Crosby affinché cercassero una sistemazione nell'area di Pittsburgh, e fece lo stesso per Jaromír Jágr dopo il draft del 1990 quando viveva a Mt. Lebanon, in Pennsylvania.
Vanta anche passaporto statunitense, e dal 30 marzo 2007 è registrato come elettore del Partito Repubblicano. Per le elezioni primarie del 2008 donò 2.300 $ alla senatrice democratica Hillary Clinton, mentre in passato contribuì alla rielezione del senatore repubblicano Rick Santorum.
Il 17 giugno 2009 Lemieux fu insignito del titolo di Cavaliere dell'Ordine nazionale del Québec dal Premier della provincia Jean Charest. Il 3 settembre 2010 invece fu dichiarato Ufficiale dell'Ordine del Canada dalla governatrice generale Michaëlle Jean.

## Carriera

### Club

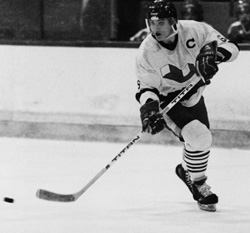
Lemieux con la maglia dei Laval Voisins nel 1984.

#### Anni giovanili
Lemieux iniziò la sua carriera presso i Laval Voisins, formazione appartenente alla lega giovanile della Quebec Major Junior Hockey League (QMJHL). Quando fu scelto al draft all'età di 15 anni dichiarò che avrebbe battuto i primati allora esistenti nella lega; nella stagione 1983–84 Lemieux riuscì a stabilire il nuovo primato di punti ottenuti al termine della stagione regolare arrivando a quota 282, frutto di 133 reti e 149 assist in 70 incontri disputati. Prima dell'ultima partita della stagione regolare Lemieux aveva bisogno di mettere a segno 3 reti per eguagliare il record di Guy Lafleur di 130 gol; concluse la partita con 6 reti e 6 assist nel successo dei Voisins per 16-4.
Sebbene avesse disputato il campionato mondiale Under-20 del 1983 Lemieux si rifiutò di disputare l'edizione successiva a causa dei cattivi rapporti con il selezionatore della nazionale canadese Dave King. Sottolineò inoltre come non volesse interrompere il campionato con i Laval Voisins. Concluse la sua esperienza in QMJHL con 562 punti frutto di 247 reti e 315 assist in tre stagioni. Prima del Draft 1984 Lemieux annunciò che avrebbe giocato indifferentemente in qualsiasi squadra, tuttavia lui ed il suo agente interruppero le trattative con i Penguins senza essere riusciti a raggiungere un accordo. A causa di questi diverbi, quando i Pittsburgh Penguins annunciarono Lemieux come prima scelta assoluta, il giocatore si rifiutò di stringere la mano al general manager Eddie Johnston e di esibire la divisa dei Penguins, come da tradizione della NHL. Nonostante il Draft si fosse svolto a Montréal, città natale del giocatore, oltre 3.000 tifosi assistettero alla trasmissione dell'evento presso la Civic Arena di Pittsburgh, in un periodo dove le partite casalinghe dei Penguins erano seguite in media da meno di 7.000 spettatori. Al termine del draft Johnston presentò a Lemieux un contratto di due anni dal valore di 600.000 $ a stagione più un bonus di 150.000 $ al momento della firma.

#### Esordio in NHL (1984-1988)
All'inizio della carriera di Lemieux i Penguins versavano in condizioni finanziarie critiche, e circolavano voci di un possibile trasferimento della franchigia. La squadra aveva già dichiarato fallimento al termine della stagione 1974-75, mentre a partire dal 1983 l'affluenza presso la Civic Arena sfiorava i 7.000 spettatori a partita, meno della metà della capacità massima del palazzetto.
Debuttò l'11 ottobre 1984 contro i Boston Bruins e durante il primo cambio, dopo aver rubato il paleo al difensore avversario Ray Bourque, con il primo tiro in porta riuscì a segnare la prima rete in carriera in NHL superando il portiere Pete Peeters. Nel corso della stagione Lemieux fu scelto per disputare l'NHL All-Star Game e diventò il primo rookie ad essere nominato MVP dell'All-Star Game. Nonostante avesse saltato sette incontri di stagione regolare Lemieux fece segnare 100 punti e vinse il Calder Memorial Trophy come rookie dell'anno.
La stagione successiva Lemieux giunse secondo nella classifica dei migliori marcatori con 141 punti alle spalle di Wayne Gretzky, autore del record assoluto della NHL di 215 punti. Conquistò il Lester B. Pearson Award come miglior giocatore della stagione regolare della NHL, selezionato dai membri della NHLPA. Lemieux fu costretto a saltare 17 partite nella stagione 1986–87 causando un calo del rendimento offensivo e impedendo ai Penguins di qualificarsi ai playoff. Tuttavia a soli 21 anni durante l'estate del 1987 fu scelto per prendere parte alla Canada Cup insieme a stella della NHL come Wayne Gretzky e Mark Messier. Al termine del torneo stabilì il record realizzativo della competizione con 11 reti e 9 assist; la sua ultima rete fu firmata in finale contro la nazionale dell'Unione Sovietica a un minuto e 26 secondi al termine della partita, rete che valse al Canada la medaglia d'oro.
Prima dell'inizio della stagione 1987-88 Wayne Gretzky aveva vinto sette trofei Art Ross consecutivi come miglior cannoniere della lega. Quell'anno, caricato anche dall'esperienza della Canada Cup, Lemieux mise a segno 168 punti e vinse per la prima volta in carriera il trofeo. Vinse inoltre l'Hart Memorial Trophy come miglior giocatore per il contributo offerto alla sua squadra, così come il titolo di MVP dell'All-Star Game dopo aver segnato il record di 6 punti. Nonostante i traguardi personali di Lemieux i Penguins fallirono ancora la qualificazione ai playoff.

#### Conquista della Stanley Cup (1988-1992)

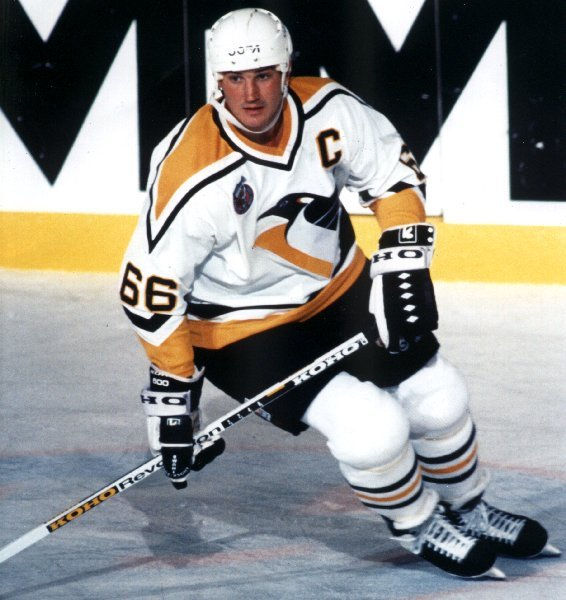
Mario Lemieux nel 1992.

Nella stagione 1988-89, Lemieux primeggiò nella lega con 114 assist (a pari merito con Gretzky) e 85 reti per un totale di 199 punti; fu l'unico giocatore della storia a sfiorare l'incredibile quota raggiunta solo da Gretzky di 200 punti in una singola stagione. Lemieux arrivò alle spalle di Gretzky nella votazione per l'assegnazione dell'Hart Trophy, stabilendo comunque nuovo primati personali: diventò il secondo giocatore a segnare più di 70 reti in due stagioni, il quarto a segnare 50 gol in 50 partite e l'unico giocatore ad aver mai segnato 13 reti in situazione di inferiorità numerica.
Il 31 dicembre 1988 contro i New Jersey Devils Lemieux si rese autore di una partita memorabile. Totalizzò 8 punti e diventò l'unico giocatore nella storia della NHL a realizzare almeno una rete in tutte e cinque le situazioni possibili di gioco: in parità numerica, in power-play, in inferiorità numerica, su rigore e a porta vuota. Il 25 aprile 1989 Lemieux in occasione nel successo per 10-7 contro i Philadelphia Flyers segnò ancora 5 reti per un totale di 8 punti. Eguagliò dopo quella partita il record della NHL di punti messi a segno in un incontro dei playoff, di reti messe a segno in un singolo tempo nei playoff (4 nel primo periodo), e di assist in un singolo periodo nei playoff (3 nel secondo). Nonostante ciò i Penguins persero la serie contro i rivali della Pennsylvania per 4-3.
Durante la stagione 1989-90 Lemieux marcò almeno un punto in almeno 46 partite consecutive, prima di interrompere la striscia a causa di un infortunio alla schiena. La striscia più lunga della storia NHL appartiene a Gretzky, capace di andare a referto in 51 partite consecutive. Lemieux vinse per la terza volta il titolo di MVP dell'All-Star Game grazie alle 4 reti realizzate. Nonostante avesse perso 21 partite concluse la stagione regolare al quarto posto fra i marcatori, con 123 punti frutto di 45 reti e 78 assist. I Penguins mancarono l'accesso ai playoff.
L'infortunio alla schiena di Lemieux peggiorò fino a tramutarsi in un'ernia del disco, sviluppando come conseguenza un'infezione. L'11 luglio 1990 fu operato chirurgicamente per sistemare il disco, saltando ben 50 partite nel corso della stagione 1990-91. I Penguins per supplire alla sua assenza acquistarono diversi giocatori come Joe Mullen, Larry Murphy, Ron Francis e Ulf Samuelsson con la speranza di lottare concretamente per il titolo della Stanley Cup. Nonostante le condizioni non perfette alla schiena Lemieux segnò 16 reti e 28 assist nel corso dei playoff, guidando in finale i Penguins contro i Minnesota North Stars e aggiudicandosi la prima Stanley Cup della franchigia. Lemieux vinse il Conn Smythe Trophy come MVP dei playoff. I 44 punti ottenuti nei playoff sono secondi solo ai 47 ottenuti da Wayne Gretzky nei playoff della stagione 1984–85.
Lemieux, ancora sofferente per i continui dolori alla schiena, giocò 64 partite durante la stagione 1991-92. Nonostante le numerose partite saltate fu in grado di aggiudicarsi il terzo Art Ross Trophy con 131 punti. Nella seconda partita della finale della Patrick Division il giocatore dei New York Rangers Adam Graves colpì Lemieux schiacciandogli la mano sinistra; pur costretto a saltare le 5 partite consecutive fu in grado di segnare nel corso dei playoff 16 reti e 18 assist. I Penguins nella finale della Stanley Cup superarono nettamente 4-0 i Chicago Blackhawks e Lemieux vinse il secondo Conn Smythe Trophy consecutivo.

#### Cancro e primo ritiro (1992–1997)

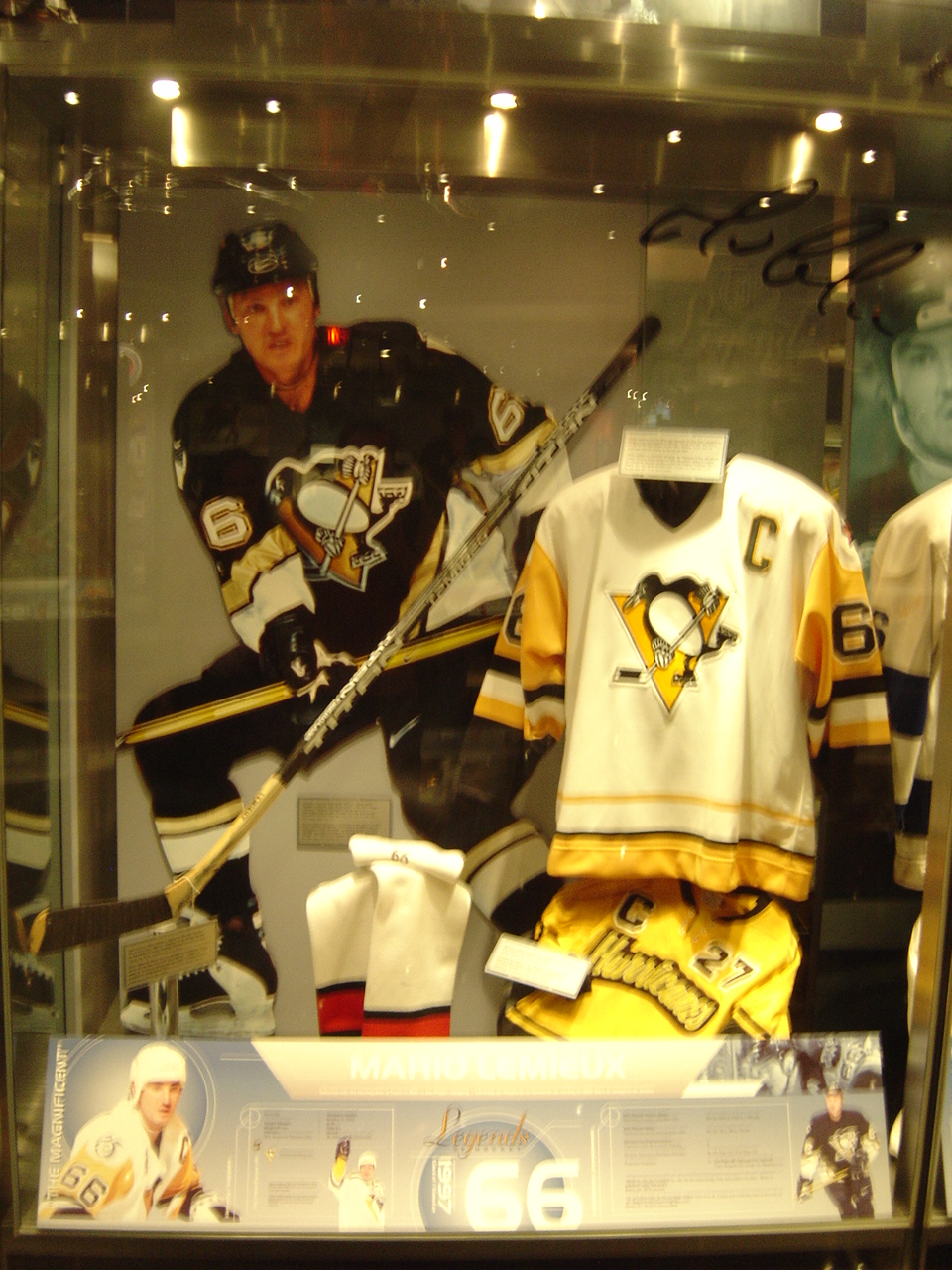
Sezione dedicata a Lemieux presso la Hockey Hall of Fame.

I Penguins iniziarono la stagione 1992-93 nel migliore dei modi, e Lemieux stabilì il record della franchigia di 12 gare consecutive concluse con almeno una rete, dal 6 ottobre al 1º novembre. Quando ancora poteva inseguire i record appartenenti a Gretzky di 92 reti in una singola stagione (1981–82) e di 215 punti totali (1985–86), il 12 gennaio 1993 annunciò alla stampa di avere il linfoma di Hodgkin. Fu costretto in seguito alla diagnosi a sottoporsi a lunghe sessioni di radioterapia, mettendo in dubbio oltre alla carriera anche la propria vita. Saltò i due mesi successivi e i Penguins faticarono a mantenere il passo di inizio stagione. Al suo ritorno sul ghiaccio si trovava in seconda posizione nella classifica dei marcatori, 12 punti dietro al giocatore di Buffalo Pat LaFontaine.
Lo stesso giorno della sua ultima sessione di radioterapia Lemieux volò a Philadelphia per giocare contro i Flyers, dove con una rete ed un assist non evitò la sconfitta per 5-4. Prima dell'inizio della partita Lemieux ricevette la standing ovation dai tifosi di Philadelphia, evento raro per i giocatori delle squadre avversarie. Con il reintegro in rosa di Lemieux Pittsburgh stabilì il record NHL di 17 vittorie consecutive fino a conquistare per la prima volta il Presidents' Trophy, premio riservato alla squadra prima classificata al termine della stagione regolare, con 119 punti all'attivo. Lemieux concluse la stagione con l'incredibile media di 2,67 punti a gara, la terza miglior media della storia dietro soltanto alle medie raggiunte da Wayne Gretzky nelle stagioni 1983–84 e 1985–86, rispettivamente di 2,77 e 2,69 punti a gara. Lemieux vinse il quarto Art Ross Trophy, il secondo consecutivo, con 160 punti grazie a 69 gol e 91 assist in sole 60 partite giocate, superando LaFontaine di 12 punti.
I Penguins ebbero la meglio sui New Jersey Devils al primo turno in cinque partite, mentre al secondo turno furono sconfitti dopo sette gare da parte dei New York Islanders. Durante la serie contro gli Islanders Lemieux fu ripetutamente contrastato dal difensore avversario Darius Kasparaitis. Al termine della stagione Lemieux vinse per la seconda volta il Pearson Trophy e per la prima volta il Bill Masterton Memorial Trophy, assegnato al giocatore che meglio esemplifica le qualità di perseveranza, sportività e dedizione all'hockey su ghiaccio.
Il 23 luglio 1993 Lemieux ritornò per la seconda volta sotto i ferri per sistemare un'altra ernia. Oltre ad aver saltato le prime 10 partite della stagione per recuperare la condizione fisica dopo l'operazione nel corso dell'anno fu costretto a saltare ulteriori 48 gare. Al termine della stagione Lemieux annunciò di volersi ritirare per un anno a causa della fatica causata dal trattamento radioterapico. Lemieux fece il suo ritorno sul ghiaccio nella stagione 1995-96, ed il 26 ottobre 1995 segnò la 500ª rete in carriera in 605 partite disputate contro i New York Islanders. Ancora una volta nella speciale classifica fu secondo solo a Gretzky, il quale segnò 500 reti dopo 575 incontri. Lemieux concluse il campionato con 69 gol e 92 assist, vincendo per la terza volta in carriera l'Hart Trophy e per la quinta volta l'Art Ross Trophy. Nonostante il suo ritorno i Penguins furono sconfitti dai Florida Panthers nelle finali della Eastern Conference.
Durante la stagione successiva Lemieux in un match contro i Vancouver Canucks segnò la 600ª rete in NHL dopo 719 partite giocate, superando inoltre per la decima volta la soglia dei 100 punti a stagione. Nell'ultima partita disputata contro i Montréal Canadiens, squadra della propria città, Lemieux eguagliò il record della NHL di reti segnate in un singolo periodo, 4 durante il terzo tempo. Lemieux vinse il sesto titolo marcatori con 122 punti (50 reti e 72 assist). I Penguins si qualificarono nuovamente per i playoff, dove tuttavia furono eliminati in 5 partite dai Philadelphia Flyers guidati da Eric Lindros. Lemieux al termine dell'ultima partita, giocatasi a Philadelphia, fece un giro di pista ricevendo un'altra standing ovation dai tifosi dei Flyers. Prima del suo ritiro Lemieux diventò il solo giocatore ad essersi ritirato dalla NHL con una media superiore ai 2 punti a gara, con 1494 punti in 745 partite. Il 17 novembre 1997 Lemieux fu inserito nella Hockey Hall of Fame, divenendo il nono giocatore a ricevere tale onore senza aspettare il periodo d'attesa di tre anni.

#### Anni del ritiro (1997–2000)
La gestione finanziaria precaria dei Penguins condotta dai proprietari Howard Baldwin e Morris Belzberg, per nulla attenti alle spese della franchigia, portò nel corso degli anni 1990 ad accumulare oltre 90 milioni di dollari di debiti. A causa di questi problemi di liquidità fu chiesto a Lemieux e agli giocatori di ritardare la riscossione degli stipendi. La squadra fu inoltre costretta ad effettuare diversi scambi di giocatori, molti dei quali rivelatisi controproducenti.
La situazione diventò così critica che i Penguins furono costretti a dichiarare bancarotta nel novembre del 1998. Per gran parte della stagione 1998-99 sembrò che i Penguins si sarebbero dovuti trasferire in un'altra città o addirittura ritirarsi dalla NHL. A quel punto Lemieux uscì con una proposta insolita: infatti anni di stipendi arretrati, pari ad oltre 30 milioni di dollari, lo avevano reso il più grande creditore dei Penguins; pensò di recuperare quella cifra trasformando i crediti in capitale sociale e acquistando la franchigia. Promise inoltre che avrebbe mantenuto la squadra nella città di Pittsburgh. Successivamente Lemieux ammise che avrebbe avanzato comunque un'offerta per l'acquisto della franchigia anche se non avesse avuto stipendi in arretrato. Il Board of Governors della National Hockey League accettò la sua richiesta per diventare proprietario dei Penguins il 1º novembre 1999. Due giorni più tardi la U.S. Bankruptcy Court approvò il piano di riorganizzazione di Lemieux, permettendogli di assumere formalmente il controllo della squadra. Questo rese per la prima volta una star ritirata della NHL proprietaria della squadra per cui aveva giocato. Lemieux assunse i ruoli di presidente del consiglio di amministrazione, presidente e amministratore delegato dei Penguins.
Il piano previsto da Lemieux era quello di restituire a ciascun creditore l'intera cifra dovuta. Nell'agosto del 2005 la Pittsburgh Post-Gazette riportò come i Penguins ebbero terminato di pagare interamente i soldi dovuti ai diversi creditori. Gran parte del merito fu attribuito a Lemieux, il quale insistette affinché ciascuno riavesse indietro la propria quota. Nel corso degli anni affidò gli incarichi di presidente e amministratore delegato a Ken Sawyer, rimanendo il proprietario principale e presidente del CDA.

#### Ritorno in campo (2000-2006)

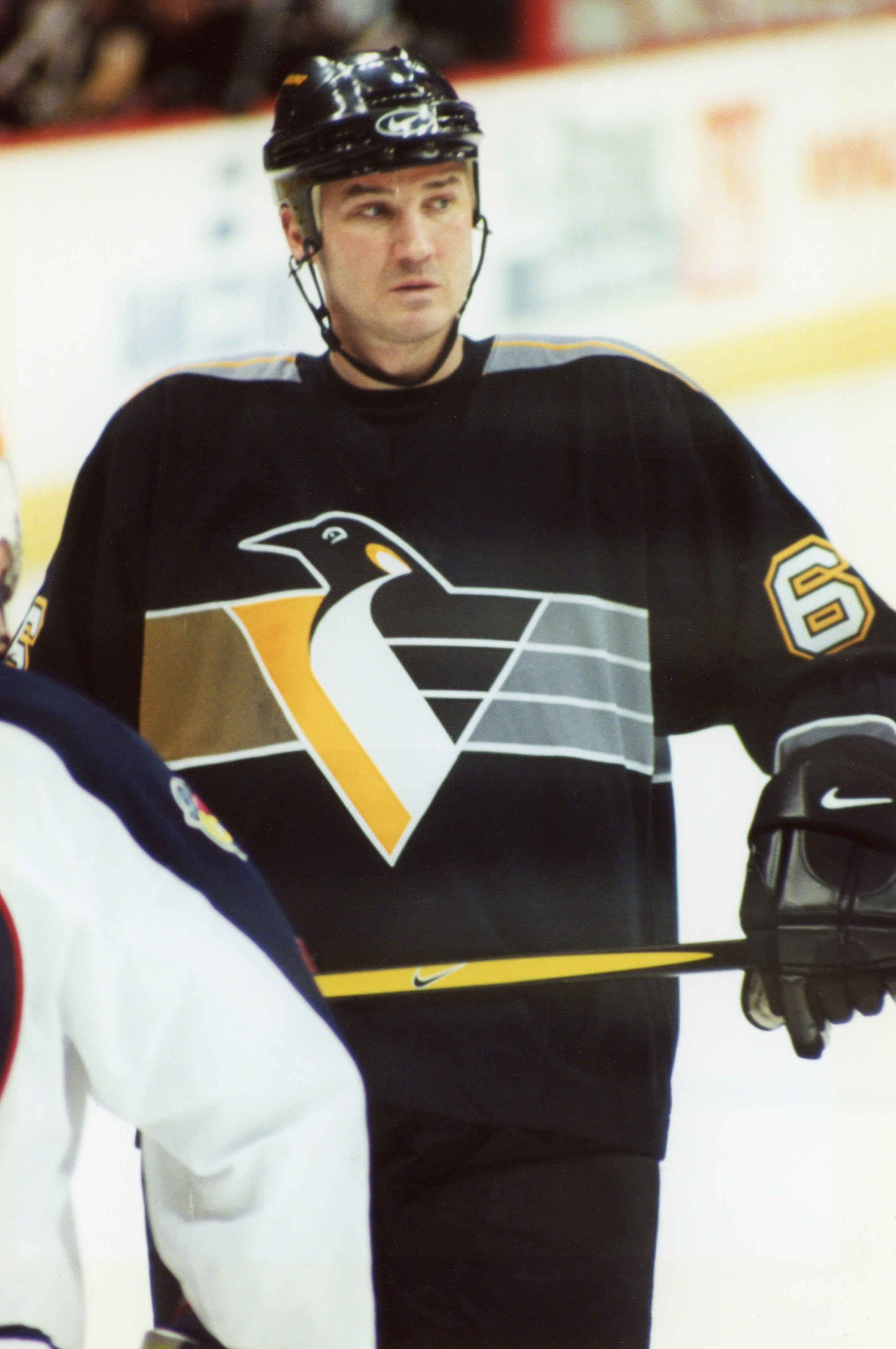
Mario Lemieux nel 2001.

Alla fine del 2000 si diffusero delle voci circa il ritorno sul ghiaccio di Mario Lemieux. Dopo l'annuncio ufficiale del ritorno il giocatore firmò un contratto di sponsorizzazione con l'azienda statunitense Nike per indossare il suo equipaggiamento sul ghiaccio e per approvare le loro linee di calzature e di accessori per il golf. L'accordo fu sottoscritto per una cifra pari a 500.000 dollari a stagione per il resto della carriera.
Il 27 dicembre 2000 ritornò ufficialmente in NHL contro i Toronto Maple Leafs. La partita fu trasmessa negli Stati Uniti dall'emittente ESPN2, mentre in Canada da Hockey Night in Canada. Lemieux seppe ritrovare il feeling con la rete, segnando un goal e fornendo due assist per i compagni. Mentre Jaromír Jágr ricoprì il ruolo di capitano dei Penguins, Lemieux fu selezionato capitano della selezione dei North American All-Stars durante l'All-Star Game giocato a Denver. Nonostante le sole 43 partite disputate nel corso della stagione 2000–01 Lemieux mise a segno 76 punti terminando in 26ª posizione nella classifica dei marcatori, grazie anche alla media di punti a gara più alta dell'intera lega. Riuscì fin dal suo ritorno nel 2000 a mantenere la media più alta di punti a gara fra i giocatori della NHL fino al suo ritiro definitivo nel 2006. Lemieux fu uno dei tre finalisti per l'Hart Memorial Trophy ed il Lester B. Pearson Award; fu inoltre inserito al termine della stagione nell'NHL All-Star Second Team.
Lemieux guidò i Penguins nei playoff anche dal punto di vista realizzativo. A sorpresa la sua squadra fu in grado di raggiungere le finali dell'Eastern Conference, sconfiggendo prima i Washington Capitals in sei gare e poi i Buffalo Sabres in sette partite. I Penguins persero contro la prima classificata della Conference, i New Jersey Devils, senza che Lemieux e Jagr riuscissero a segnare una singola rete nel corso della serie. Lemieux concluse l'ultima gara nel penalty box dopo un intervento irregolare nei confronti di John Madden; al termine dell'incontro Lemieux firmò il bastone regalandolo ad un ragazzino.
Prima dell'inizio della stagione 2001-02 Pittsburgh fu costretta a cedere i giocatori dagli ingaggi più ingenti, costringendo la franchigia ad occupare il fondo della classifica della NHL, senza riuscire a raggiungere i playoff nelle quattro stagioni successive. Lemieux riprese il ruolo di capitano dopo la cessione di Jaromír Jágr ai Washington Capitals. Tuttavia Lemieux fece l'ingresso sul ghiaccio in sole 24 partite, la maggior parte delle volte a causa dei continui problemi fisici che lo avrebbero afflitto nelle tre stagioni successive. Altre partite furono saltare per essere in condizione di partecipare per la prima volta in carriera a 37 anni di età ai Giochi olimpici invernali nel torneo di Salt Lake City. Lemieux dopo la pausa per il torneo olimpico fu in grado di disputare un solo incontro prima di saltare il resto della stagione a causa di un infortunio all'anca. Parte dell'opinione pubblica si divise sulle responsabilità di Lemieux, colpevole di aver anteposto agli interessi dei Penguins quelli del Team Canada.
Il 23 dicembre 2002 durante la sua trasmissione radiofonica pomeridiana il giornalista di Pittsburgh Mark Madden scommesse che avrebbe donato 6.600 dollari alla Mario Lemieux Foundation se il giocatore fosse stato in grado di segnare una rete direttamente da un ingaggio. La sera stessa nel match dei Penguins contro i Buffalo Sabres Lemieux, a conoscenza della scommessa, nel corso del terzo periodo riuscì a segnare il gol vincente proprio su una situazione di ingaggio.
Per la maggior parte della stagione 2002-03 Lemieux riuscì ad essere in testa alla classifica dei marcatori, tuttavia i perenni guai fisici limitarono il suo utilizzo nel finale della stagione regolare, costringendolo a concludere la stagione in ottava posizione con 91 punti ottenuti in sole 67 partite. Lemieux fu in grado di disputare solo dieci partite nell'intera stagione 2003-04.
Alla conclusione del lockout Lemieux decise di ritornare sul ghiaccio anche per la stagione 2005-06. Le speranze per i Penguins di ritornare competitivi furono dettate dall'introduzione del salary cap e dalla prima scelta assoluta al Draft 2005 del giovane attaccante canadese Sidney Crosby. Lemieux ospitò presso casa sua Crosby per aiutarlo ad ambientarsi a Pittsburgh svolgendo anche il ruolo di mentore personale.
Lo status di Lemieux di proprietario e di giocatore creò un caso di conflitto di interessi durante le trattative successive al lockout della stagione 2004-2005. Lemieux essendo proprietario di una squadra non era più membro della National Hockey League Players Association; tuttavia grazie ad un accordo proprio con la NHLPA Lemieux riceveva un salario standard di 1,4 milioni di dollari. Durante le riunioni dei proprietari delle squadre scelse di delegare il diritto di voto al vice presidente dei Penguins. Già prima del lockout Lemieux propose che anche la NHL sul modello della National Football League adottasse un sistema di salary cap per contenere il costo degli ingaggi dei giocatori.

#### Secondo ritiro (2006)

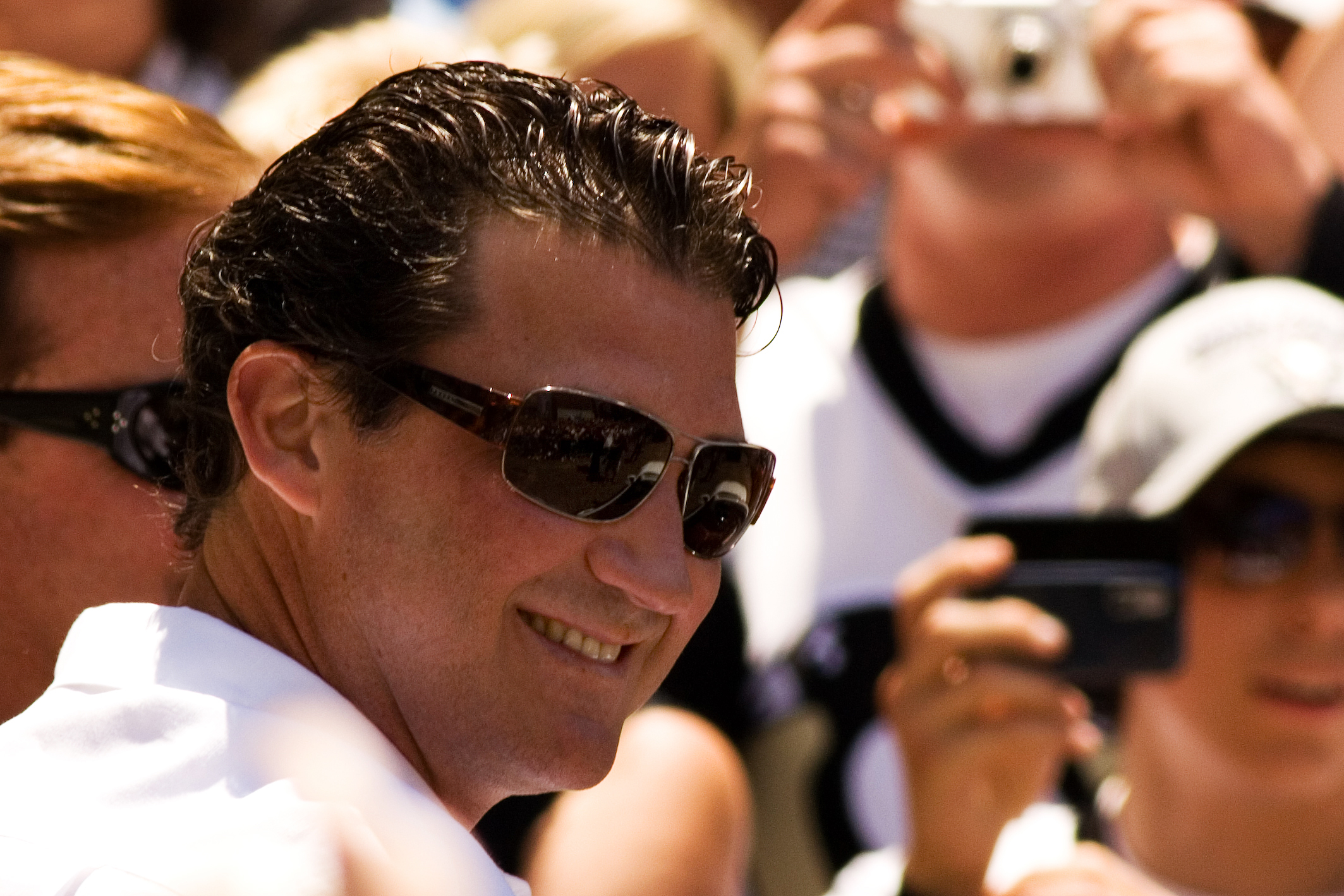
Lemieux durante la parata per il titolo dei Penguins nel 2009.

Il 24 gennaio 2006 Lemieux annunciò il secondo e definitivo ritiro dall'attività professionistica all'età di 40 anni. L'annuncio giunse a metà della stagione, durante la quale Lemieux aveva dovuto affrontare non solo la nuova generazione di giocatori della NHL, portati ad un gioco più rapido, ma anche un nuovo problema fisico, un'aritmia cardiaca chiamata fibrillazione atriale che gli causò problemi di battito irregolare. Nonostante un rendimento offensivo di buon livello per gli standard della NHL, pari a 22 punti in 26 partite giocate, Lemieux sottolineò come non fosse più in grado di mantenere gli standard raggiunti nelle stagioni precedenti.
Nell'ottobre del 2006 il gruppo controllato da Lemieux annunciò di aver approvato la cessione dei Pittsburgh Penguins all'amministratore delegato e cofondatore della Research In Motion Jim Balsillie. Tuttavia inaspettatamente Balsillie rescisse la propria offerta due mesi dopo l'annuncio creando un contenzioso con il Board of Governors della NHL circa le condizioni di acquisizione della franchigia, nonostante Balsillie avesse già affermato la volontà di non trasferire la squadra. Lemieux rimase offeso a causa del rifiuto improvviso di Balsillie e annunciò inizialmente di non voler restituire il deposito dell'imprenditore canadese, giustificandolo come infrazione del loro accordo.
Il 13 marzo 2007 il gruppo di Lemieux annunciò di aver concluso un accordo per la realizzazione di un nuovo impianto sportivo polivalente, chiamato Consol Energy Center, da costruirsi dall'altra parte rispetto alla vecchia Mellon Arena. L'accordo dancì inoltre la permanenza della franchigia dei Penguins a Pittsburgh almeno per i successivi 30 anni, anche a causa delle voci insistenti che vedevano il trasferimento della squadra a Kansas City.
I Penguins ritornarono ai playoff nel 2007 perdendo al primo turno in 5 gare contro gli Ottawa Senators e raggiungendo la finale della Stanley Cup nel 2008 dove furono sconfitti in 6 gare da parte dei Detroit Red Wings. Il 12 giugno 2009 Lemieux vinse la sua terza Stanley Cup, questa volta da proprietario dei Penguins, superando in 7 gare nelle finali i campioni uscenti dei Red Wings. Una statua fu eretta in suo onore nel marzo del 2012 di fronte all'ingresso del Consol Energy Center.

### Nazionale
Lemieux giocò nel corso della sua carriera con la nazionale canadese 36 incontri ufficiali, dal 1983 al 2004, totalizzando 23 reti e 26 assist per un totale di 49 punti. Il debutto ufficiale fu con la selezione Under-20 nel corso del campionato mondiale Under-20 del 1983, quando Lemieux militava ancora in QMJHL. Con 5 reti e 5 assist aiutò i nordamericani a raggiungere il terzo posto finale.
Dopo aver saltato i mondiale U20 del 1984 a causa dei dissidi con il selezionatore Dave King, Lemieux debuttò con la nazionale maggiore in occasione dei mondiali del 1985 disputatisi in Cecoslovacchia, dove il Canada conquistò la medaglia d'argento alle spalle dei padroni di casa; concluse il torneo con 4 reti e 6 assist. Due anni dopo giunse il primo successo in campo internazionale, grazie alla conquista della Canada Cup; Lemieux stabilì i record realizzativi nella competizione con 11 reti e 7 assist in 9 partite.
All'età di 37 anni prese parte per la prima volta in carriera ai Giochi olimpici invernali di Salt Lake City nel 2002 ricoprendo il ruolo di capitano. La finale del torneo olimpico li vide opposti ai padroni di casa degli Stati Uniti, cinquant'anni dopo l'ultimo oro olimpico ottenuto nel 1952. Il Canada vinse la finale 5-2, tuttavia nel corso del torneo il suo infortunio all'anca richiese numerose dosi di antidolorifici per continuare a pattinare; al termine delle Olimpiadi poté disputare solo un incontro con i Penguins prima di terminare anticipatamente la stagione agonistica.
Ancora con il ruolo di capitano Lemieux guidò il Team Canada alla vittoria della World Cup of Hockey del 2004, con 5 punti in 6 partite giocate; durante la stessa stagione della NHL a causa dei continui infortuni disputò solo 10 gare. Lemieux fu convocato per giocare con il Canada anche le olimpiadi del 2006 di Torino, tuttavia a causa dei problemi cardiaci fu costretto a rinunciare alla rassegna olimpica.

## Palmarès

### Club
- Stanley Cup: 2

Pittsburgh: 1990-91, 1991-92
- Quebec Major Junior Hockey League: 1

Laval: 1983-1984

### Nazionale
- Giochi olimpici: 1

Salt Lake City 2002
- Canada Cup: 1

1987
- World Cup of Hockey: 1

Canada 2004

### Individuale
- IIHF Hall of Fame: 1

2008
- Hockey Hall of Fame: 1

1997
- Lou Marsh Trophy: 1

1993
- Art Ross Trophy: 6

1988, 1989, 1992, 1993, 1996, 1997
- Bill Masterton Memorial Trophy: 1

1993
- Calder Memorial Trophy: 1

1985
- Conn Smythe Trophy: 2

1991, 1992
- Hart Memorial Trophy: 3

1988, 1993, 1996
- Lester B. Pearson Award: 4

1986, 1988, 1993, 1996
- Lester Patrick Trophy: 1

2000
- NHL Plus/Minus Award: 1

1993
- NHL First All-Star Team: 5

1988, 1989, 1993, 1996, 1997
- NHL Second All-Star Team: 4

1986, 1987, 1992, 2001
- NHL All-Rookie Team: 1

1985
- NHL All-Star Game: 10

1985, 1986, 1988, 1989, 1990, 1992, 1996, 1997, 2001, 2002
- MVP dell'NHL All-Star Game: 3

1985, 1988, 1990
- Canada Cup All-Star Team: 1

1987

## Statistiche

### Club
| Stagione     | Squadra             | Stagione regolare | Stagione regolare | Stagione regolare | Stagione regolare | Stagione regolare | Stagione regolare | Playoff | Playoff | Playoff | Playoff | Playoff |
| Stagione     | Squadra             | Lega              | P                 | G                 | A                 | Pt                | PIM               | P       | G       | A       | Pt      | PIM     |
| ------------ | ------------------- | ----------------- | ----------------- | ----------------- | ----------------- | ----------------- | ----------------- | ------- | ------- | ------- | ------- | ------- |
| 1981-1982    | Laval Voisins       | QMJHL             | 64                | 30                | 66                | 96                | 22                | 18      | 5       | 9       | 14      | 31      |
| 1982-1983    | Laval Voisins       | QMJHL             | 66                | 84                | 100               | 184               | 76                | 12      | 14      | 18      | 32      | 18      |
| 1983-1984    | Laval Voisins       | QMJHL             | 70                | 133               | 149               | 282               | 92                | 14      | 29      | 23      | 52      | 29      |
| 1984-1985    | Pittsburgh Penguins | NHL               | 73                | 43                | 57                | 100               | 54                | -       | -       | -       | -       | -       |
| 1985-1986    | Pittsburgh Penguins | NHL               | 79                | 48                | 93                | 141               | 43                | -       | -       | -       | -       | -       |
| 1986-1987    | Pittsburgh Penguins | NHL               | 63                | 54                | 53                | 107               | 57                | -       | -       | -       | -       | -       |
| 1987-1988    | Pittsburgh Penguins | NHL               | 77                | 70                | 98                | 168               | 92                | -       | -       | -       | -       | -       |
| 1988-1989    | Pittsburgh Penguins | NHL               | 76                | 85                | 114               | 199               | 100               | 11      | 12      | 7       | 19      | 16      |
| 1989-1990    | Pittsburgh Penguins | NHL               | 59                | 45                | 78                | 123               | 78                | -       | -       | -       | -       | -       |
| 1990-1991    | Pittsburgh Penguins | NHL               | 26                | 19                | 26                | 45                | 30                | 23      | 16      | 28      | 44      | 16      |
| 1991-1992    | Pittsburgh Penguins | NHL               | 64                | 44                | 87                | 131               | 94                | 15      | 16      | 18      | 34      | 2       |
| 1992-1993    | Pittsburgh Penguins | NHL               | 60                | 69                | 91                | 160               | 38                | 11      | 8       | 10      | 18      | 10      |
| 1993-1994    | Pittsburgh Penguins | NHL               | 22                | 17                | 20                | 37                | 32                | 6       | 4       | 3       | 7       | 2       |
| 1995-1996    | Pittsburgh Penguins | NHL               | 70                | 69                | 92                | 161               | 54                | 18      | 11      | 16      | 27      | 33      |
| 1996-1997    | Pittsburgh Penguins | NHL               | 76                | 50                | 72                | 122               | 65                | 5       | 3       | 3       | 6       | 4       |
| 2000-2001    | Pittsburgh Penguins | NHL               | 43                | 35                | 41                | 76                | 18                | 18      | 6       | 11      | 17      | 4       |
| 2001-2002    | Pittsburgh Penguins | NHL               | 24                | 6                 | 25                | 31                | 14                | -       | -       | -       | -       | -       |
| 2002-2003    | Pittsburgh Penguins | NHL               | 67                | 28                | 63                | 91                | 43                | -       | -       | -       | -       | -       |
| 2003-2004    | Pittsburgh Penguins | NHL               | 10                | 1                 | 8                 | 9                 | 6                 | -       | -       | -       | -       | -       |
| 2005-2006    | Pittsburgh Penguins | NHL               | 26                | 7                 | 15                | 22                | 16                | -       | -       | -       | -       | -       |
| Totale QMJHL | Totale QMJHL        | Totale QMJHL      | 200               | 247               | 315               | 562               | 190               | 44      | 48      | 50      | 98      | 78      |
| Totale NHL   | Totale NHL          | Totale NHL        | 915               | 690               | 1033              | 1723              | 834               | 107     | 76      | 96      | 172     | 87      |

### Nazionale
| Stagione        | Livello         | Risultati       | Risultati | Risultati | Risultati | Risultati | Risultati |
| Stagione        | Livello         | Competizione    | P         | G         | A         | Pt        | PIM       |
| --------------- | --------------- | --------------- | --------- | --------- | --------- | --------- | --------- |
| 1982-1983       | Canada U-20     | Mondiali U20    | 7         | 5         | 5         | 10        | 12        |
| 1985            | Canada          | Mondiali        | 9         | 4         | 6         | 10        | 2         |
| 1987            | Canada          | Canada Cup      | 9         | 11        | 7         | 18        | 8         |
| 2002            | Canada          | Olimpiadi       | 5         | 2         | 4         | 6         | 0         |
| 2004            | Canada          | World Cup       | 6         | 1         | 4         | 5         | 2         |
| Totale carriera | Totale carriera | Totale carriera | 36        | 23        | 26        | 49        | 24        |